# Sotrovimab
El sotrovimab, comercializado bajo la marca Xevudy, es un medicamento que se utilizó para tratar la COVID-19 en personas que no necesitan oxígeno suplementario pero tienen un alto riesgo de contraer una enfermedad grave . En este grupo disminuyó la necesidad de hospitalización,      sin embargo, no parece ser eficaz para la subvariante Omicron BA.2 y no se recomienda en regiones donde ésta constituye más de la mitad de los casos. Se administra mediante inyección gradual en una vena.
Los efectos secundarios comunes incluyen reacciones alérgicas, incluida la anafilaxia . La anafilaxia ocurre en aproximadamente 1 de cada 2000 personas. No está clara la seguridad durante el embarazo o la lactancia. Es un anticuerpo monoclonal que se adhiere a la proteína espiga del SARS-CoV-2, lo que hace que el virus no pueda ingresar a las células del cuerpo.
El sotrovimab fue aprobado para uso médico en Europa en 2021 y cuenta con Autorización de Uso de Emergencia (EUA) en Estados Unidos a partir de 2021. En Estados Unidos cuesta 2.100 USD por dosis, siendo esta cantidad pagada por el gobierno de los Estados Unidos